# Stora Valeklintsvattnet
Stora Valeklintsvattnet är en sjö i Lilla Edets kommun i Bohuslän och ingår i Göta älvs huvudavrinningsområde. Sjön är 4 meter djup, har en yta på 0,043 kvadratkilometer och befinner sig 95 meter över havet.